# Sebastian Skube
Sebastian Skube (født 3. april 1987 i Novo Mesto) er en slovensk håndboldspiller, der i 7 sæsoner spillede for den danske klub Bjerringbro-Silkeborg, inden han i sæsonen 21/22 skiftede til Chambéry Savoie HB.